# Šalovci
Šalovci (madžarsko Sal, nemško Schlabing) je naselje v Občini Šalovci. Leži na severovzhodu Slovenije. Šalovci ležijo ob cesti Murska Sobota – Hodoš in so od Murske Sobote oddaljeni približno 27 km. So razložena naselje središčno naselje z obcestnim jedrom vzhodno od sotočja Markovskega in Peskovskega potoka, v široki dolini potoka Velike Krke. Deli naselja so še na južnem Šalovskem bregu (296 m nadmorske višine), nekoliko nižje je zaselek Serovci, na severnem pobočju pa zaselek na Kutoševem bregu (332 m nadmorske višine). Nekoliko severneje proti Dolencem je še zaselek Mali Šalovci. Približno polovica vaščanov je protestantov, pol pa katoličanov.

## Zgodovina
Naselje Šalovci je prvič omenjeno leta 1360 kot Villa Sool, poznejša poimenovanja so Sool in Dystrictu Sool (leta 1366), Saal (1428), De Eadam Sall Et Dolyncz (1430), villa (vas) Sal (1431), Sal (1499). Takrat je vas bila v lasti Széchyjevih, ki so ga priključili svojemu posestvu v Gornji Lendavi. Po izumrtju družine Széchy leta 1685 je nov lastnik Gornje Lendave (Felsőlendve) postal mož Katarine Széchy Franc Nádasdy. Nato je skupaj z graščino do druge polovice 19. stoletja pripadal družini Nádasdy-jev. 

V srednjeveških urbarjih je vas opisana kot trg z razvito trgovino in sedežem sodniškega okoliša. Še na začetku 20. stoletja je bilo to naselje eno največjih naselij na Goričkem s približno 1.000 prebivalci. Leta 1910 je vas imela 1070 prebivalcev, večinoma Slovencev, s precejšnjo madžarsko manjšino. Do Trianonske pogodbe je pripadala okrožju Monošter v Železni županiji. Leta 1919 je bil kraj za kratek čas del Prekmurske republike. Nato je bila priključena Kraljevini Srbov-Hrvatov-Slovencev, ki se je leta 1929 preimenovala v Jugoslavijo. Leta 1941 je bil kraj ponovno priključen Madžarski in nato po letu 1945 postal del Jugoslavije. Od razglasitve samostojnosti leta 1991 je del Slovenije. Leta 2002 je naselje imelo 462 prebivalcev, vas pa 1718 prebivalcev.

## Zanimivosti
V Šalovcih je tudi najstarejšo ohranjeno mlinsko poslopje v občini, in sicer Solarjev mlin. V Frimovem gozdu, ne daleč ob cesti proti Markovcem, se nahaja Frimov vodnjak, ki ga je postavila grofovska družina Frim okoli leta 1850.  Leta 1964 je bilo v Šalovcih Borovo gostüvanje.